# Mark Mitera
Mark Mitera (né le 22 octobre 1987 à Royal Oak, Michigan aux États-Unis) est un joueur professionnel américain de hockey sur glace.

## Carrière de joueur
Sélectionné en 2006 par les Mighty Ducks d'Anaheim, il joue trois autres saisons avec les Wolverines du Michigan avant d'entamer sa carrière professionnelle. Il vient de terminer sa première saison complète où il évolue avec le Heat d'Abbotsford de la Ligue américaine de hockey. Il est échangé aux Canadiens de Montréal en retour du défenseur Mathieu Carle le 15 juillet 2011.

## Statistiques
| Saison    | Équipe                      | Ligue |    | Saison régulière | Saison régulière | Saison régulière | Saison régulière | Saison régulière |   | Séries éliminatoires | Séries éliminatoires | Séries éliminatoires | Séries éliminatoires | Séries éliminatoires |
| Saison    | Équipe                      | Ligue | PJ | B                | A                | Pts              | Pun              | PJ               | B | A                    | Pts                  | Pun                  |                      |                      |
| 2003-2004 | U.S. National Under-18 Team | NAHL  | 43 | 2                | 13               | 15               | 69               | 7                | 0 | 2                    | 2                    | 10                   |                      |                      |
| 2004-2005 | U.S. National Under-18 Team | NAHL  | 16 | 2                | 6                | 8                | 32               | -                | - | -                    | -                    | -                    |                      |                      |
| 2005-2006 | Wolverines du Michigan      | NCAA  | 39 | 0                | 10               | 10               | 59               | -                | - | -                    | -                    | -                    |                      |                      |
| 2006-2007 | Wolverines du Michigan      | NCAA  | 41 | 1                | 17               | 18               | 52               | -                | - | -                    | -                    |                      |                      |                      |
| 2007-2008 | Wolverines du Michigan      | NCAA  | 43 | 2                | 21               | 23               | 60               | -                | - | -                    | -                    | -                    |                      |                      |
| 2008-2009 | Wolverines du Michigan      | NCAA  | 8  | 1                | 2                | 3                | 4                | -                | - | -                    | -                    | -                    |                      |                      |
| 2008-2009 | Chops de l'Iowa             | LAH   | 5  | 0                | 2                | 2                | 2                | -                | - | -                    | -                    | -                    |                      |                      |
| 2009-2010 | Condors de Bakersfield      | ECHL  | 36 | 3                | 11               | 14               | 62               | -                | - | -                    | -                    | -                    |                      |                      |
| 2009-2010 | Rampage de San Antonio      | LAH   | 5  | 0                | 0                | 0                | 6                | -                | - | -                    | -                    | -                    |                      |                      |
| 2009-2010 | Heat d'Abbotsford           | LAH   | 27 | 0                | 3                | 3                | 12               | 13               | 0 | 2                    | 2                    | 9                    |                      |                      |
| 2010-2011 | Crunch de Syracuse          | LAH   | 71 | 6                | 16               | 22               | 50               | -                | - | -                    | -                    | -                    |                      |                      |
| 2011-2012 | Bulldogs de Hamilton        | LAH   | 76 | 3                | 10               | 13               | 48               | -                | - | -                    | -                    | -                    |                      |                      |
| 2012-2013 | Griffins de Grand Rapids    | LAH   | 2  | 0                | 0                | 0                | 0                | -                | - | -                    | -                    | -                    |                      |                      |
| 2012-2013 | Royals de Reading           | ECHL  | 35 | 2                | 14               | 16               | 18               | 19               | 2 | 10                   | 12                   | 4                    |                      |                      |